# Schiffermuelleria einsleri
Schiffermuelleria einsleri is een vlinder uit de familie van de sikkelmotten (Oecophoridae). De wetenschappelijke naam van de soort werd voor het eerst geldig gepubliceerd in 1933 door Hans Georg Amsel.